# Rio Fagundes
Rio Fagundes är ett vattendrag i Brasilien.   Det ligger i delstaten Rio de Janeiro, i den sydöstra delen av landet, 900 km sydost om huvudstaden Brasília.
Omgivningarna runt Rio Fagundes är huvudsakligen savann. Runt Rio Fagundes är det ganska tätbefolkat, med 93 invånare per kvadratkilometer.